# Forlì del Sannio
Forlì del Sannio község (comune) Olaszország Molise régiójában, Isernia megyében.

## Fekvése
A megye központi részén fekszik. Határai: Acquaviva d’Isernia, Cerro al Volturno, Fornelli, Isernia, Rionero Sannitico, Roccasicura és Vastogirardi. A Bocca di Forli völgyben fekszik, amely elválasztja a Középső-Appennineket a Déli-Appenninektől.

## Története
A település a 9-10. században alakult ki. Az Iserniai Grófság része volt. A 19. században nyerte el önállóságát, amikor a Nápolyi Királyságban felszámolták a feudalizmust.

## Népessége
A népesség számának alakulása:

## Főbb látnivalói
- San Biagio-templom